# Ghiacciaio Fendorf
Il ghiacciaio Fendorf (in inglese: Fendorf Glacier) è un ghiacciaio situato sulla costa di Zumberge, nella parte occidentale della Terra di Ellsworth, in Antartide. In particolare, il ghiacciaio, il cui punto più alto si trova a circa 1500 m s.l.m., si trova nella parte centro-settentrionale della dorsale Patrimonio, nelle Montagne di Ellsworth. Da qui, esso fluisce verso nord a partire dal versante orientale dei picchi Gifford e scorrendo fino ad unire il proprio flusso a quello del ghiacciaio Dobbratz.

## Storia
Il ghiacciaio Fendorf è stato mappato dallo United States Geological Survey grazie a ricognizioni terrestri dello stesso USGS e a fotografie aeree scattate dalla marina militare statunitense (USN) nel periodo 1961-66 ed è stato poi così battezzato dal Comitato consultivo dei nomi antartici in onore del tenente comandante James E. Fendorf, pilota della squadriglia VX-6 della USN durante l'Operazione Deep Freeze del 1966.